# Whisky (film)
Pour les articles homonymes, voir Whisky (homonymie).
Pour plus de détails, voir Fiche technique et Distribution.
Whisky est un film uruguayen de Pablo Stoll et Juan Pablo Rebella sorti en 2004.

## Synopsis
À Montevideo, Jacobo Köller dirige la petite fabrique familiale de chaussettes, secondé par la très effacée et efficace Marta. Lorsque son frère Herman installé à l'étranger décide de lui rendre visite, Jacobo propose - de façon tout à fait anodine - à Marta de se faire passer pour son épouse, histoire de ne pas subir de plein fouet les affronts d'une rivalité larvée entre les deux frères…  

## Fiche technique
- Titre français : Whisky
- Titre original: Whisky
- Réalisation : Pablo Stoll et Juan Pablo Rebella
- Scénario : Pablo Stoll, Juan Pablo Rebella et Gonzalo Delgado Galiana
- Sociétés de production : Ctrl Z Films
- Producteur : Fernando Epstein
- Musique : Pequeña Orquersta Reincidentes
- Directeur de la photographie : Barbara Alvarez
- Montage : Fernando Epstein
- Dates de sortie : 17 novembre 2004 (première au festival de Cannes), 6 août 2004  (Uruguay), 17 novembre 2004 (France exploitation), 5 janvier 2005 (Belgique exploitation)
- Pays :  Uruguay
- Format : Couleurs - 1,85:1 - Dolby SRD - 35 mm
- Genre : comédie
- Durée : 100 minutes
- Tous publics

## Distribution
- Andrés Pazos : Jacobo
- Mirella Pascual : Marta
- Jorge Bolani : Herman
- Daniel Hendler : le jeune marié
- Ana Katz : la jeune mariée

## Récompenses
- Prix spécial « Barbara Alvarez » du jury au Brothers Manaki International film
- Prix FIPRESCI dans la catégorie « Un Certain regard » et le prix « Regard original » au Festival de Cannes 2004
- Prix Gran Coral au festival de La Havane
- Kikito d'Or du Festival de Gramado pour Mirella Pascual (meilleure actrice) et Juan Pablo Rebella et Pablo Stoll (meilleure réalisation)
- Les prix de meilleure actrice pour Mirella Pascual et celui de meilleur scénario pour Pablo Stoll, Juan Pablo Rebella et Gonzalo Delgado au Festival latino-américain de Lima
- Festival international du film de Thessalonique 2004 : meilleur scénario et meilleure actrice

## Autour du film
- Les deux réalisateurs avait précédemment réalisé 25 Watts.